# Luzhou
För andra betydelser, se Luzhou (olika betydelser).
Luzhou, tidigare romaniserat Luhsien eller Luchow, är en stad på prefekturnivå i Sichuan-provinsen i sydvästra Kina. Den ligger omkring 270 kilometer sydost om provinshuvudstaden Chengdu.

## Näringsliv
Luzhou är särskilt känt för tillverkningen av det kinesiska brännvinnet Luzhou Laojiao och stadens gamla spritbränneri (Luzhou daqu laojiaochi 泸州大曲老窖池) är sedan 1996 uppfört på Kinas lista över kulturminnesmärken.

## Administrativ indelning
Luzhou upptar en yta som är något mindre än Uppland, varav mer än 82 procent är landsbygd. Den egentliga staden består av tre stadsdistrikt, medan landsbygden indelas i fyra härad:
- Stadsdistriktet Jiangyang - 江阳区 Jiāngyáng qū ;
- Stadsdistriktet Naxi - 纳溪区 Nàxī qū ;
- Stadsdistriktet Longmatan - 龙马潭区 Lóngmǎtán qū ;
- Häradet Lu - 泸县 Lú xiàn ;
- Häradet Hejiang - 合江县 Héjiāng xiàn ;
- Häradet Xuyong - 叙永县 Xùyǒng xiàn ;
- Häradet Gulin - 古蔺县 Gǔlìn xiàn.

## Klimat
Genomsnittlig årsnederbörd är 1 491 millimeter. Den regnigaste månaden är september, med i genomsnitt 291 mm nederbörd, och den torraste är december, med 27 mm nederbörd.